# Frank A. Briggs
Frank Arlington Briggs, född 15 september 1858 i Minneapolis, Minnesota, död 9 augusti 1898 i Bismarck, North Dakota, var en amerikansk republikansk politiker. Han var guvernör i delstaten North Dakota från 1897 fram till sin död.
Briggs arbetade som journalist och flyttade sedan 1881 till Dakotaterritoriet där han var verksam som fastighetsmäklare.
Briggs efterträdde 1897 Roger Allin som guvernör i North Dakota. Han avled följande år i tuberkulos och efterträddes av Joseph M. Devine.
Briggs gravsattes på Howard Lake Cemetery i Howard Lake, Minnesota.